# Lac Thor
Pour les articles homonymes, voir Lac Maskinongé.
Le lac Thor (anciennement Lac Maskinongé) est un lac situé près de la municipalité de Stratford dans la région administrative de l'Estrie. Le lac, situé dans le parc national de Frontenac, est la source de la rivière Bernier qui traverse le marais Maskinongé et rejoint le lac Aylmer, un élargissement de la rivière Saint-François qui rejoint le fleuve Saint-Laurent.

## Toponymie
L'origine du nom du lac, bien qu'associé au dieu Thor, est incertaine. La graphie a longtemps été incertaine, passant de « lac Tor » ou bien « lac Tard ». Il se pourrait que le lac doive son nom aux colons écossais de Stornoway, qui trouvaient que les montagnes autour du lac faisaient penser à la couronne d'un dieu. Il se peut aussi que le nom provienne du tonnerre, qui résonne particulièrement fort dans la vallée, Thor étant un dieu du tonnerre. Il a également été connu sous le nom de lac Maskinongé.

## Géographie
Le lac est accessible par le chemin de l'Anse-Maskinongé, son altitude est de 293 mètres. La rive sud est bordée de chalets alors que les rives nord et ouest font partie du parc national de Frontenac.